# 萨兰 (哈萨克斯坦)
49°47′N 72°51′E / 49.783°N 72.850°E
薩蘭是哈萨克斯坦的城鎮，由卡拉干達州負責管轄，位於該國中部，距離首府卡拉干達15公里，始建於1954年12月20日，面積174平方公里，主要經濟活動有採礦業，2009年人口49,168。

## 外部連結
- City website （页面存档备份，存于）（俄文）
- City portal（俄文）
- Statistical overview（俄文）